# Tropidion vicinum
Tropidion vicinum är en skalbaggsart som först beskrevs av Pierre Émile Gounelle 1913.  Tropidion vicinum ingår i släktet Tropidion och familjen långhorningar. Inga underarter finns listade i Catalogue of Life.